# 全民黨 (香港)
全民黨是一个香港政党，以左派專業及商界人士為骨幹，秘書長為盧重興。核心成員包括亞視前任行政總裁封小平、修身堂主席張玉珊、港區人大代表簡福飴大律師、民航處前任處長樂鞏南及城市大學法律學院副院長梁美芬等。
該黨的黨綱聲言支持以普選為目標的民主政治，主張推行創新經濟產業，制定一系列包括人口、稅務、城市規劃等配套政策吸引中國大陸的民營企業投資、改善民生等。不過該黨於2005年成立之後再沒有其他消息，而梁美芬於2008年參選時也聲稱「獨立參選」（其實際得到工聯會甚至中聯辦支持）並自組西九新動力，所以嚴格來說全民黨已不存在。